# Koszkowo
Koszkowo [pronunciación en polaco: /kɔʂˈkɔvɔ/] (en alemán: Koschkowo) es un pueblo ubicado en el distrito administrativo de Gmina Borek Wielkopolski, dentro del Distrito de Gostyń, Voivodato de Gran Polonia, en el oeste de Polonia central. Se encuentra aproximadamente a 6 kilómetros al oeste de Borek Wielkopolski, a 12 kilómetros al este de Gostyń, y a 57 kilómetros al sur de la capital regional Poznan.